# Jacuzzi
 (janvier 2013).
Si vous disposez d'ouvrages ou d'articles de référence ou si vous connaissez des sites web de qualité traitant du thème abordé ici, merci de compléter l'article en donnant les références utiles à sa vérifiabilité et en les liant à la section « Notes et références ».
Pour l'entreprise Jacuzzi, voir Jacuzzi (entreprise).
Pour les articles homonymes, voir SPA.

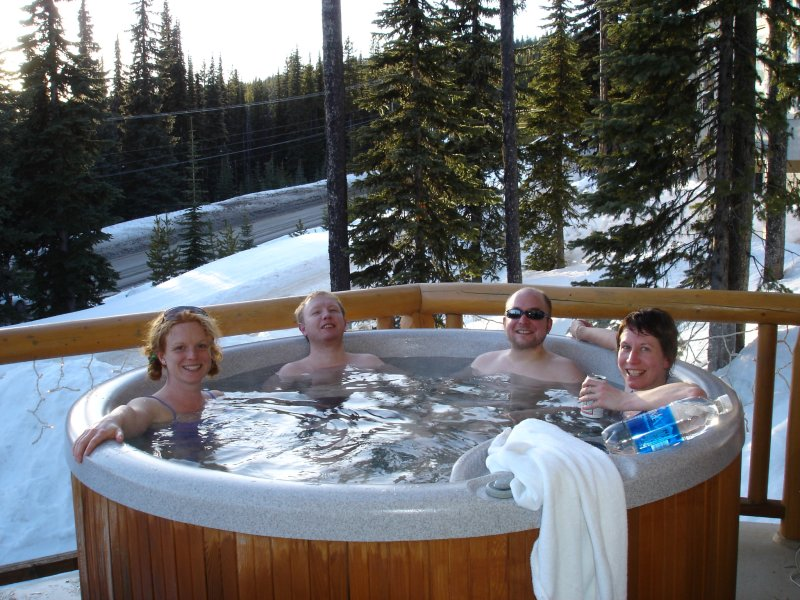
En extérieur.

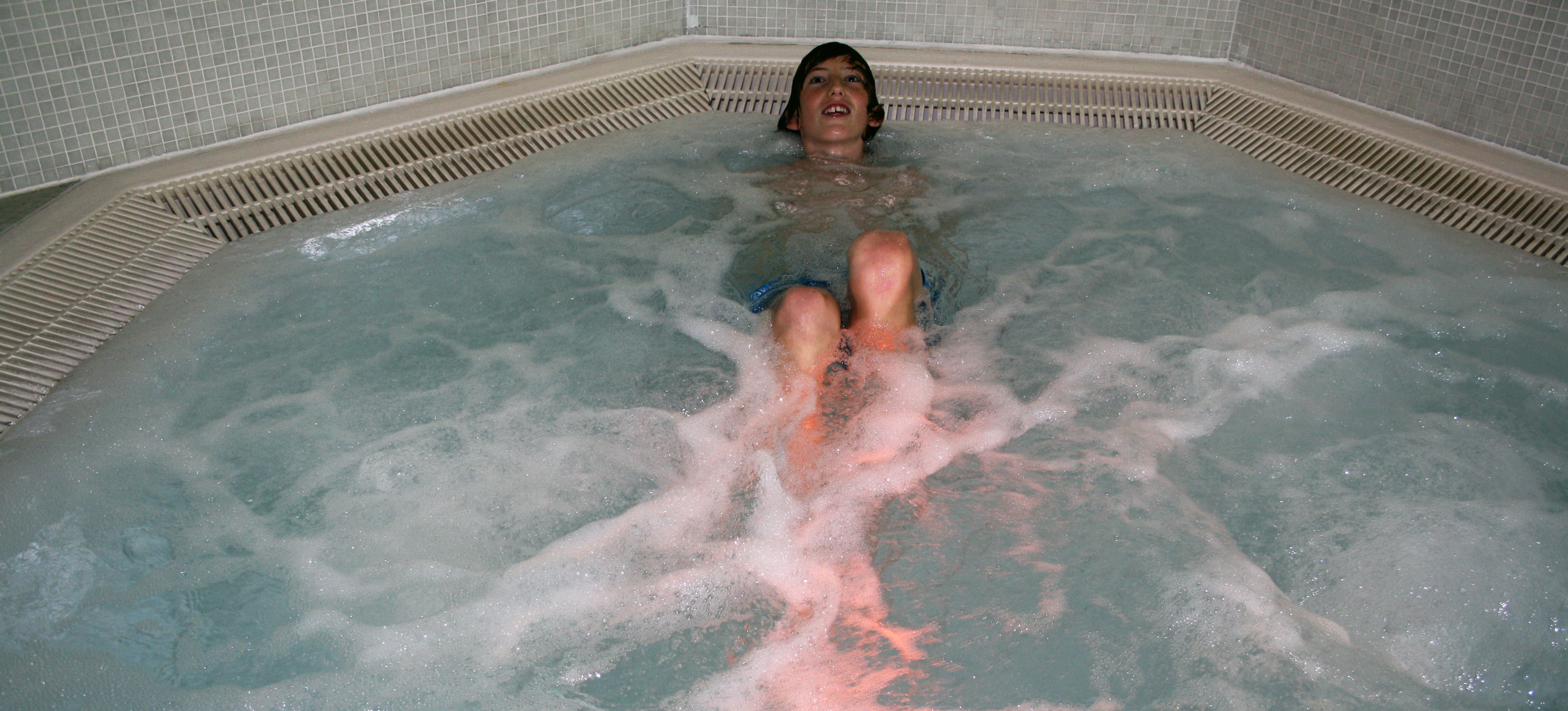
À l'intérieur d'un hôtel.

Un jacuzzi (terme créé par antonomase) ou spa, voire bain à remous ou bain tourbillon, est une baignoire, éventuellement gonflable, équipée d'un système d'injection d'air pulsé et d'eau sous pression, de façon plus ou moins complexe, procurant un effet massant et relaxant à son utilisateur.

## Description
Ce bain peut disposer d'un système de réchauffage de l'eau de remplissage par résistance électrique, dont la température est régulée électroniquement.
Plus il procure de massages différents, plus il est consommateur d'eau. Il véhicule une image de luxe, qui constitue notamment un argument commercial pour les hôtels qui en disposent, et participe à la décoration du lieu où il est implanté. Il peut aussi être équipé d'un système audiovisuel. 
Ce type de bain est apparu en 1956, inventé d'une façon pragmatique par Candido Jacuzzi, un Américain d'origine italienne qui dirigeait une fabrique d'hélices d'avion et de pompes hydrauliques, et qui avait besoin d'un dispositif pour des soins d'hydrothérapie. Cela servit de point de départ à la commercialisation de ces nouvelles « baignoires à remous » à partir de 1968. Le nom « Jacuzzi » fut déposé comme marque de commerce et est souvent utilisé comme nom commun.
On retrouve le jacuzzi dans de nombreuses piscines, parcs aquatiques, navire de croisière et hôtels en complément des bains traditionnels, voire toboggans aquatiques.
L'eau est souvent chaude, de 30 à 40 degrés Celsius, plus que celle des bassins d'un parc aquatique.